# Mareks Mejeris
Mareks Mejeris (Liepāja, 2 settembre 1991) è un cestista lettone.
Alto 207 cm, gioca come ala grande e centro.

## Carriera
Ha preso parte ai FIBA EuroBasket 2011 con la Lettonia.

## Palmarès
- Campionato lettone: 3

VEF Riga: 2014-2015, 2016-2017, 2018-2019
- Coppa di Israele: 1

Hapoel Gerusalemme: 2023
- Coppa di Romania: 1

U Cluj: 2024